# Reichenwalde
Reichenwalde è un comune di 1 295 abitanti del Brandeburgo, in Germania.

Appartiene al circondario dell'Oder-Sprea ed è parte della comunità amministrativa dello Scharmützelsee.

## Storia
Il 31 dicembre 2001 vennero aggregati al comune di Reichenwalde i comuni di Dahmsdorf e Kolpin.

## Geografia antropica

### Suddivisioni amministrative
Il territorio comunale si divide in 3 zone, corrispondenti al centro abitato di Reichenwalde e a 2 frazioni (Ortsteil):
- Reichenwalde (centro abitato)
- Dahmsdorf
- Kolpin